# Parenthèse (film)
Pour les articles homonymes, voir Parenthèse (homonymie).
Pour plus de détails, voir Fiche technique et Distribution.
Parenthèse est une comédie française réalisée par Bernard Tanguy, sortie en 2016.

## Synopsis
Arrivé à la cinquantaine, Raphaël souhaite retrouver ce qu'ont été ses années de jeunesse. Il demande à deux amis de partir en voilier. Mais aucun d’eux n’a d’expérience de la navigation et rapidement ils vont rencontrer les problèmes mais aussi trois jeunes femmes.

## Fiche technique
- Titre : Parenthèse
- Réalisation : Bernard Tanguy
- Scénario : Bernard et Hervé Tanguy
- Musique : Julien Barthélémy (Stupeflip)
- Montage : Charlène Gravel, Hervé de Luze et Jacqueline Mariani
- Photographie : David Kremer
- Décors : Johanne Carpentier
- Costumes : Céline Brelaud
- Producteur : Bernard et Hervé Tanguy
  - Coproducteur : Marie Savare de Laitre, Claire Beffa, Jean-Charles Mille et Philippe Perrot
- Production : Rézina Productions
  - Coproduction : Maje Productions, La Clairière Production, Garance Capital, CB Partners et Lita Films
- Distribution : Jour2fête
- Pays d'origine :  France
- Durée : 95 minutes
- Genre : comédie
- Dates de sortie :
  -  Allemagne : 24 octobre 2014
  -  France : 20 juillet 2016

## Distribution
- Vincent Winterhalter : Raphaël
- Gilles Gaston-Dreyfus : Alain
- Éric Viellard : Patrick
- Dinara Droukarova : Olga
- Anne Serra : Alice
- Sophie Verbeeck : Vanessa
- Nathalie Besançon : Sandrine
- Pauline Acquart : Pauline
- Gilles Cohen : Delalande